# Средняя Жора
Средняя Жора, Жора де Мижлок (рум. Jora de Mijloc) — село в Оргеевском районе Молдавии. Является административным центром коммуны Средняя Жора, включающей также сёла Нижняя Жора, Верхняя Жора и Лопатна.

## География
Село расположено на высоте 45 метров над уровнем моря.

## Население
По данным переписи населения 2004 года, в селе Жора де Мижлок проживает 1378 человек (706 мужчин, 672 женщины).
Этнический состав села:
| Национальность | Число жителей | Процентный состав |
| -------------- | ------------- | ----------------- |
| молдаване      | 1363          | 98,91             |
| украинцы       | 8             | 0,58              |
| русские        | 3             | 0,22              |
| румыны         | 2             | 0,15              |
| прочие         | 2             | 0,15              |
| Всего          | 1378          | 100 %             |